# 火山砕屑岩
火山砕屑岩（かざんさいせつがん、英: pyroclastic rock）は、火山から噴出された火山砕屑物（火砕物）が堆積してできた岩石。火砕岩（かさいがん）ともいう。現在では堆積岩として扱われることが多いが、マグマを起源とすることから火成岩の一種である火山岩とする場合もある。

## 分類
火山砕屑物の種類によっていくつかの種類に分かれるが、それぞれ漸移していて、その境界は人為的なものである。
| 粒径 (mm) | 火山砕屑物 | 火山砕屑岩                                                |
| --------- | ---------- | --------------------------------------------------------- |
| 64 以上   | 火山岩塊   | 火山角礫岩 (volcanic breccia) 凝灰角礫岩 (tuff breccia)   |
| 64 - 2    | 火山礫     | ラピリストーン (lapillistone) 火山礫凝灰岩 (lapilli tuff) |
| 2 以下    | 火山灰     | 凝灰岩 (tuff)                                             |